# Ишанов, Атабай Ишанович
Атабай Ишанович Ишанов (1916, Ташкент — 2 октября 1990) — узбекский юрист-государствовед, профессор (1951), член-корреспондент АН УзССР (1960), заслуженный деятель науки УзССР (1966). Председатель Узбекского отделения Советской ассоциации политических наук.

## Биография
Родился в 1916 году в Ташкенте в семье бедного дехканина.
В 1936 году окончил факультет советского права в Институте советского строительства и права при ЦИК УзССР. Через два года стал доцентом на кафедре истории государства и права. В 1941 защитил кандидатскую диссертацию по теме «Общественный строй Бухарского эмирата во второй половине XIX в.». С 1946 года по 1950 год Атабай Ишанович работал заведующим отделом истории государства и права Института истории и археологии в АН УзССР, а с 1950 по 1953 год заведующим отделом права Института та экономики. В 1953—1954 годы был также заведующим отделом науки и культуры СМ УзССР. Затем стал заведующим сектором теории и истории государства и права ИФиП. В 1951 году в Москве в аспирантуре Института права АН СССР защитил докторскую по теме «Государственный строй Бухарской Народной Советской Республики».
В последующие десять лет Атабай Ишанович был заведующим кафедрой истории государства и права юридического факультета САГУ. Одновременно с 1958 по 1961 год был директором ИФиП АН УзССР. В 1960 году стал членом-корреспондентом АН УзССР. С 1964 по 1969 год был по совместительству профессором Ташкентской высшей школы МВД СССР, с 1969 года юридического факультета.

## Публикации

### Авторство
- Государственный строй Бухарской Народной Советской Республики. Автореф. дис. … д-ра юрид. наук / Ишанов А. И. — М., 1950. — 32 c.
- Создание Бухарской Народной Советской Республики: (1920-1924 гг.) / А. И. Ишанов ; АН Узбекской ССР, Институт истории и археологии / Ташкент : АН Узб. ССР , 1955
- Бухарская Народная Советская Республика [Texte imprimé] / А.И. Ишанов ; отв. ред. И.К. Додонов / Ташкент : Узбекистан , 1969
- Очерк о жизни и деятельности Файзуллы Ходжаева (1972).
- Ишанов А., Файзиев М. Конституционное развитие Узбекской ССР. — «Фан», 1986[3]
- Ишанов А., Файзиев М. Советское сравнительное правоведение в условиях федерации. — Изд-во «Фан» Узбекской ССР, 1986[4]
- Ишанов А. Роль Компартии и Советского правительства в создании национальной государственности узбекского народа. — Узбекистан, 1978[5]
- Атабай Ишанович Ишанов // Советское государство и право. — М.: Наука, 1991, № 7. — С. 149[6]
- Рахманкулов, Х.А; Ишанов, Атабай Ишанович. Ответственность за нарушение обязательств (отдельных видов). — Институт философии и права им. И. М. Муминова АН УзССР. — Ташкент : Фан, 1980.

### Редактирование
- Ответ. редактор книги «Государственное строительство и право в Узбекской ССР» (1974).
- Советское сравнительное правоведение в условиях федерации / Файзиев М. М.; Отв. ред.: Ишанов А. И. — Ташкент: Фан, 1986. — 122 c.[7]
- История советского государства и права Узбекистана: 1937—1958 гг. Т. 3 / Отв. ред.: Ишанов А. И., Сулайманова Х. С. — Ташкент: Фан, 1968. — 676 c.[8]
- Вопросы совершенствования законодательства Узбекской ССР / Редкол.: Ахмедов Г. А., Ишанов А. И., Рахманкулов Х. А., Уразаев Ш. З. — Ташкент: Фан, 1970. — 380 c.
- История советского государства и права Узбекистана: 1917—1924 гг.. Т. 1 / Отв. ред.: Ишанов А. И., Сулайманова Х. С. — Ташкент: Изд-во АН УзССР, 1960. — 511 c.
- История советского государства и права Узбекистана: 1924—1937 гг.. Т. 2 / Отв. ред.: Ишанов А. И., Сулайманова Х. С. — Ташкент: Изд-во АН УзССР, 1963. — 825 c.
- Проблема суверенитета и её значение в современных условиях / Манелис Б. Л.; Отв. ред.: Ишанов А. И. — Ташкент: Наука УзССР, 1964. — 305 c.
- Развитие Конституции Узбекской ССР / А. Ишанов, 40 с. 20 см, Ташкент Узбекистан 1983[9]

## Ученики
Научил более 30 кандидатов наук и трёх докторов наук.